# ケルツィーラ
ケルツィーラ（アルバニア語: Këlcyrë）はアルバニアのジロカストラ州の町と基礎自治体である。2015年に現代の基礎自治体がケルツィーラ、バラバン、ディシュニツァおよびスカから設けられ、同名の町は庁所在地になった。2023年に基礎自治体の人口は4,400人であり、町の人口は2,149人である。

## 出来事
紀元前3世紀にイリュリア人がケルツィーラ城を建てた。第二次マケドニア戦争には、ピリッポス5世とアテナゴラスの兵士はティトゥス・クィンクティウス・フラミニヌスを停止してみた。東ローマ帝国の支配下は、1335年にアルバニア人が背き、城を捕獲した。1432年にオスマン帝国の民族よりアルバニア人がケルツィーラを獲得した。
2015年に旧基礎自治体のケルツィーラ、バラバン、ディシュニツァおよびスカがこの基礎自治体に合体した。同名の町は庁所在地である。

## 人口
基礎自治体の村の一軒はマレショヴァである。マレショヴァは歴史的に三軒の付近がある。一軒の付近はキリスト教徒が多い。別の一軒はイスラム教徒が多い。残る一軒は両宗教の教徒が交わる。
2011年に旧基礎自治体の人口は2,651人だった。12年間の後にこの基礎自治体の人口は4,400人であり、同名の町の人口は2,149人だった。

## スポーツ
サッカークラブはKFケルツィーラである。1981年に設けられた。